# Jeong Jin-hui
Jeong Jin-hui (koreanisch 정진희; * 24. März 1999) ist eine südkoreanische Handballspielerin, die für die südkoreanische Nationalmannschaft aufläuft.

## Karriere

### Im Verein
Jeong Jin-hui besuchte die Korea National Sport University (KNSU). Seit der Saison 2021/22 gehört die Torhüterin dem Kader der südkoreanischen Mannschaft Seoul City Hall an, mit der sie in der höchsten südkoreanischen Spielklasse antritt. Jeong Jin-hui wurde zum Rookie der Saison 2021/22 gewählt.

### In Auswahlmannschaften
Jeong Jin-hui nahm mit der südkoreanischen Nationalmannschaft an der Weltmeisterschaft 2017 teil. Im darauffolgenden Jahr gewann sie mit der südkoreanischen Juniorinnennationalmannschaft die Bronzemedaille bei der U-20-Weltmeisterschaft. Mit der A-Nationalmannschaft gewann sie die Goldmedaille bei der Asienmeisterschaft 2021, die Goldmedaille bei der Asienmeisterschaft 2022 und die Silbermedaille bei den Asienspielen 2022 in Hangzhou. Weiterhin lief sie für Südkorea bei den Olympischen Spielen 2020, der Weltmeisterschaft 2021, der Weltmeisterschaft 2023 und den Olympischen Spielen 2024 auf.

## Sonstiges
Ihre Schwester Jeong Hyeon-hui läuft ebenfalls für die südkoreanische Nationalmannschaft auf.